# Garrulaxe varié
Trochalopteron variegatum
Espèce
Synonymes
- Cinclosoma variegatum Vigors, 1831[1]
- Garrulax variegatus (Vigors, 1831)[2]

Statut de conservation UICN

 LC  : Préoccupation mineure
Le Garrulaxe varié (Trochalopteron variegatum) est une espèce d'oiseaux de la famille des Leiothrichidae. Son aire s'étend à travers les deux tiers ouest de l'Himalaya.

## Systématique
L'espèce Trochalopteron variegatum a été décrite pour la première fois en 1831 par l'ornithologue irlandais Nicholas Aylward Vigors (1785-1840) sous le protonyme Cinclosoma variegatum,.

## Liste des sous-espèces
Selon la classification de référence du Congrès ornithologique international (version 12.1, 2022) :
- sous-espèce Trochalopteron variegatum nuristani (Paludan, 1959)
- sous-espèce Trochalopteron variegatum simile Hume, 1871
- sous-espèce Trochalopteron variegatum variegatum (Vigors, 1831)